# ЕНППІ Клуб
ЕНППІ Клуб (англ. ENPPI Club) — єгипетський футбольний клуб, що базується в Каїрі, представляє інтереси єгипетської нафтової компанії «ENPPI» (англ. Engineering for the Petroleum and Process Industries). Команда за свою недовгу футбольну історію стала срібним призером чемпіонату країни та володарем Кубка країни.

## Турнірні досягнення
- Срібний призер чемпіонату Єгипту (1) — 2004/05
- Володар кубка Єгипту (1) — 2004/05
- Ліга чемпіонів КАФ:

2006 рік — Попередній раунд
- Кубок Конфедерації КАФ:

2007 рік — Перший раунд
- Фіналіст Арабської Ліги Чемпіонів (1) — 2006